# Frank Annunzio
Frank Annunzio (Chicago, 1915. január 12. – Chicago, 2001. április 8.) amerikai olasz politikus. 1965 és 1973 között Illinois 7., 1973 és 1993 között ugyanezen állam 11. körzetéből volt az Egyesült Államok Képviselőházának tagja.